# Abbatija Tad-Dejr
Abbatija Tad-Dejr è un sito archeologico di Malta.
Una quantità di catacombe paleocristiane scavate sotto l'altipiano della città di Rabat, vicino al fossato di Mdina datate a cavallo tra il tardo Impero Romano e l'inizio di quello Bizantino. Queste catacombe sono simili all'ipogeo di Hal Saflieni, e rappresentano il più importante sito paleocristiano a sud di Roma.
Le tombe presentano quattro ipogei ed una chiesa scavata nella roccia con tanto di altare di pietra.